# Jim Telfer
James William „Jim“ Telfer (* 17. März  1940 in Pathhead, Midlothian) ist ein ehemaliger schottischer Rugby-Union-Spieler und Trainer, der für die schottische Nationalmannschaft und die British and Irish Lions aktiv war. Er spielte als Nummer Acht.
Telfer gab 1964 sein Debüt für Schottland gegen Frankreich. Bis zu seinem Karriereende 1970 kam er zu 25 Länderspielen, in denen er meist Kapitän war. Er nahm an zwei Touren der Lions teil, 1966 nach Neuseeland und 1968 nach Südafrika.
Nach seiner aktiven Zeit als Spieler übernahm Telfer 1980 das Traineramt bei der schottischen Nationalmannschaft und führte sie unter anderem zum Gewinn des Grand Slam bei den Five Nations 1984. Zusammen mit Ian McGeechan leitete er 1997 die Lions zum Sieg in der Test-Match-Serie gegen Südafrika. Besonders seine Ansprachen an die Stürmer und die harten Trainingseinheiten gingen in die Geschichte ein. Der damalige Kapitän der Auswahl Martin Johnson sagte später, Telfers Reden hätten erwachsene Männer zum Weinen gebracht.
Im Oktober 2021 wurde Telfer in die World Rugby Hall of Fame aufgenommen.